# Vallen JPegger
Vallen JPegger est un gratuiciel, (logiciel gratuit pour une utilisation privée non commerciale) de visualisation d’images développé par Vallen Systeme GmbH, une petite société allemande spécialisée dans la mesure d'émission acoustique. 

## Langues et formats d'images
Disponible en 27 langues, le logiciel supporte 40 formats d'image différents dont  GIF, JPE, JPEG, PCD, TIFF, MID, MP3, WAV, PSP, PSD, PNG, RAS, RLE, RGB, TGA, PCX, SCR, WMF, EMF et ICO,.

## Système d'exploitation
Vallen JPegger est disponible uniquement sur le système d’exploitation Windows (Windows 9x / 2000 / XP / Vista / 7 / 8 / 8.1),.

## Fonctionnalités
À côté de la fonction principale de visionneuse, Vallen Jpegger propose également d'autres fonctions,,,,,, :
- diaporama
- rotation JPEG sans perte ;
- redimensionnement des photos ;
- renommage en masse ;
- recherche des images en double ;
- manipulation de données EXIF.

Il possède également une fonction de lecteur MP3,,.